# Ceferino (nombre)
Ceferino es un nombre propio masculino de origen latino en su variante en español. El nombre proviene del viento llamado céfiro, del latín zephyrus, y éste del griego ζέφυρος, viento del oeste.

## Derivados
- Femenino: Ceferina.
- Diminutivo: Cefe o Nino.
- Variante: Zeferino

### Variantes en otros idiomas
| Variantes en otras lenguas | Variantes en otras lenguas |
| -------------------------- | -------------------------- |
| Español                    | Ceferino                   |
| Alemán                     | Zephyrinus                 |
| Asturiano                  | Ceferín, Cefero            |
| Búlgaro                    | Зефирин (Zefirin)          |
| Catalán                    | Zeferí                     |
| Checo                      | Zefyrinus                  |
| Danés                      | Zefyrinus                  |
| Esperanto                  | Zefireno                   |
| Euskera                    | Tzepirin, Keperin, Zeperin |
| Finlandés                  | Zephyrinus                 |
| Francés                    | Zéphyrin                   |
| Gallego                    | Ceferino                   |
| Holandés                   | Zefyrinus                  |
| Húngaro                    | Zephyrinus                 |
| Inglés                     | Zephyrinus                 |
| Italiano                   | Severino o Zefirino        |
| Latín                      | Zephyrinus                 |
| Lituano                    | Zefyrinas                  |
| Noruego                    | Zefyrinus                  |
| Polaco                     | Zefiryn                    |
| Portugués                  | Zeferino                   |
| Rumano                     | Zefirin                    |
| Ruso                       | Зефирин (Zefirin)          |
| Serbio                     | Зафирин (Zafirin)          |
| Sueco                      | Zephyrinus                 |
| Ucraniano                  | Зеферин (Zeferin)          |

## Santoral
- 26 de agosto: Beato Ceferino Namuncurá.
- 20 de diciembre: San Ceferino.